# Charles Ier de Mecklembourg-Güstrow
Charles Ier de Mecklembourg-Güstrow né le 28 décembre 1540 à Neustadt – † 22 juillet 1610 à Güstrow), fut duc régnant de Mecklenburg dans le duché de Mecklembourg-Güstrow de 1603 à 1610.

## Biographie
Charles est le plus jeune fils du duc Albert VII de Mecklembourg-Güstrow et de son épouse, Anne de Brandebourg. 
Entre 1564 et 1610,  Charles est  commandeur de la  commanderie du grand bailliage de Brandebourg à Mirow.  Après la mort de ses frères ainés Jean-Albert Ier de Mecklembourg-Schwerin en 1576 et Ulrich de Mecklembourg-Güstrow en 1603, il devient le prince régnant de  Mecklembourg-Güstrow du 14 mars 1603 jusqu'à sa mort.  
Après la mort en 1592 de son neveu Jean VII de Mecklembourg-Schwerin il prend en charge sa veuve Sophie de Schleswig-Holstein-Gottorp et intervient également comme tuteur de ses petits-neveux Jean-Albert II de Mecklembourg-Güstrow et Adolphe-Frédéric Ier de Mecklembourg-Schwerin . Entre 1592 et 1610, il est aussi  administrateur de la Principauté ecclésiastique de Ratzebourg. En 1608, Charles demande à l'empereur d'émanciper  Adolphe-Frédéric Ier. Il meurt deux ans plus tard.